# Tin học y tế

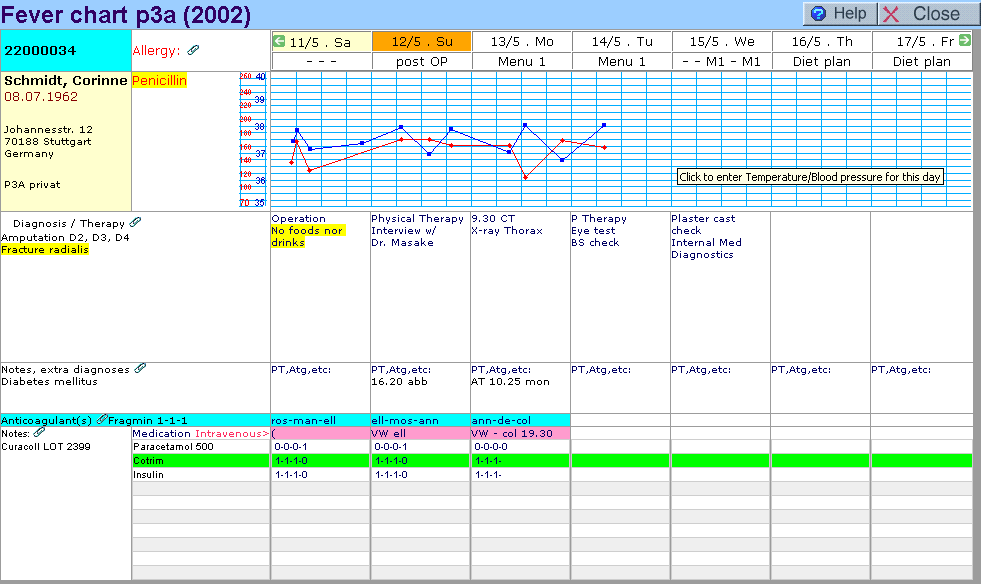
Biểu đồ bệnh nhân điện tử từ hệ thống thông tin y tế

Tin học y tế (còn gọi là tin học chăm sóc sức khỏe, tin học điều dưỡng, tin học lâm sàng hoặc tin học y sinh) là kỹ thuật thông tin áp dụng cho lĩnh vực chăm sóc sức khỏe, chủ yếu là quản lý và sử dụng thông tin chăm sóc sức khỏe bệnh nhân. Đây là một lĩnh vực đa ngành  sử dụng công nghệ thông tin y tế (HIT) để cải thiện chăm sóc sức khỏe thông qua bất kỳ sự kết hợp nào của chất lượng cao hơn, hiệu quả cao hơn (thúc đẩy chi phí thấp hơn và do đó có sẵn nhiều hơn) và cơ hội mới. Các ngành liên quan bao gồm khoa học thông tin, khoa học máy tính, khoa học xã hội, khoa học hành vi, khoa học quản lý và các ngành khác. NLM định nghĩa tin học y tế là "nghiên cứu liên ngành về thiết kế, phát triển, áp dụng và ứng dụng các sáng kiến dựa trên CNTT trong cung cấp, quản lý và lập kế hoạch dịch vụ chăm sóc sức khỏe". Nó liên quan đến các tài nguyên, thiết bị và phương pháp cần thiết để tối ưu hóa việc thu thập, lưu trữ, truy xuất và sử dụng thông tin trong y tế và y học sinh học. Các công cụ tin học y tế bao gồm máy tính, hướng dẫn lâm sàng, thuật ngữ y tế chính thức, và hệ thống thông tin và truyền thông, v.v... Nó được áp dụng cho các lĩnh vực điều dưỡng, y học lâm sàng, nha khoa, dược phẩm, y tế công cộng, phục hồi chức năng, vật lý trị liệu, nghiên cứu y sinh, và y học thay thế,     tất cả đều được thiết kế để cải thiện tính hiệu quả của việc cung cấp dịch vụ chăm sóc bệnh nhân bằng cách đảm bảo rằng dữ liệu được tạo ra có chất lượng cao.
Các tiêu chuẩn quốc tế về chủ đề này được quy định trong ICS 35.240.80  trong đó ISO 27799: 2008 là một trong những thành phần cốt lõi.

## Chuyên ngành
Tin học y tế bao gồm các tiểu lĩnh vực tin học lâm sàng, ví dụ như tin học bệnh lý, tin học nghiên cứu lâm sàng (xem phần dưới đây), tin học hình ảnh, tin học y tế cộng đồng, tin học y tế công cộng, tin học sức khỏe tại nhà, tin học điều dưỡng, tin học sức khỏe người tiêu dùng, lâm sàng tin sinh học, và tin học cho giáo dục và nghiên cứu về y tế và y học, tin học dược.     